# Fahrni
Fahrni es una comuna suiza del cantón de Berna, situada en el distrito administrativo de Thun. Limita con al norte con la comuna de Buchholterberg, al este con Unterlangenegg, al sureste con Homberg, al sur y suroeste con Steffisburg, al oeste con Heimberg, y al noroeste con Brenzikofen y Bleiken bei Oberdiessbach.
Comprende las localidades de Bach, Lueg y Rachholtern. Está bañado por los ríos Rotache y Zulg. Hasta el 31 de diciembre de 2009 situada en el distrito de Thun.